# Fehérvölgy község
Fehérvölgy község (románul: Comuna Albac) község Fehér megyében, Romániában. Központja Fehérvölgy, beosztott falvai Budăiești, Bărăști, Cionești, Costești, Dealu Lămășoi, Deve, După Plese, Fața, Pleșești, Potionci, Rogoz (Fehér megye), Roșești, Rusești (Fehér megye), Sohodol, Tamborești.

## Népessége
A 2011-es népszámlálás adatai alapján a község népessége 2089 fő volt.